# Uniwersytet Aleksandra Jana Cuzy
Uniwersytet Aleksandra Jana Cuzy (rum. Universitatea Alexandru Ioan Cuza) – rumuńska publiczna uczelnia wyższa, zlokalizowana w Jassach.

## Charakterystyka
Została założona przez księcia Aleksandra Jana Cuzę po doprowadzeniu przez niego do zjednoczenia Mołdawii i Wołoszczyzny. Uniwersytet składał się z czterech wydziałów: Wydziału Filozofii i Literatury, Wydziału Prawa, Wydziału Nauk Ścisłych i Wydziału Medycznego. 
W październiku 1897 roku oddano do użytku nową siedzibę uczelni. Budynek został zaprojektowany przez rumuńskiego architekta Louisa Blanca w stylu stanowiącym kombinację klasycyzmu i baroku. W uroczystym otwarciu wzięli udział król Karol I oraz jego żona królowa Elżbieta.
W 1937 roku Wydział Nauk Ścisłych został przekształcony w Szkołę Politechniczną, w 1993 przemianowaną na Uniwersytet Techniczny Gheorghe Asachi w Jassach. W 1948 roku Wydział Medyczny został przekształcony w Instytut Medycyny i Farmacji, z którego w 1991 roku powstał Uniwersytet Medycyny i Farmacji Grigore T. Popa.  
W 1968 roku uczelnia składała się z ośmiu wydziałów:
- Wydział Matematyki i Mechaniki
- Wydział Fizyki
- Wydział Chemii
- Wydział Biologii i Geografii
- Wydział Prawa
- Wydział Historii i Filozofii
- Wydział Ekonomiczny